# Pastor-catalão
Pastor-catalão[a][b] (em catalão:  gos d'atura català) é uma raça canina de pastoreio proveniente dos Pirenéus da Catalunha. As fêmeas desta raça são descritas como detentoras de instinto maternal único. Criados para serem cães de pastoreio, são comuns pela Europa, particularmente na Finlândia, Alemanha e Suíça. De qualidades que incluem a vigilância, a coragem e a energia, é ainda tido como um bom cão de guarda, usado inclusive como policial em sua terra natal.
Fisicamente é um animal grande, podendo pesar até 20 kg. Sua pelagem é lisa, longa e levemente ondulada nas pontas, podendo apresentar as colorações que variam do cinza ao preto e ao preto com marrom.